# Griffon 2000TD
Griffon 2000TD är en serie lätta svävare byggda i England av Griffon Hoverwork och används främst av militär och räddningsorganisationer.

## Operatörer
- Belgiska flottan
  - Barbara A 999
- Estniska flottan
  - PVH 1
- Litauiska flottan
  - Christina
- Pakistans flotta
- Svenska marinen
  - I Sverige opererar Försvarsmaktens amfibiebataljon och den internationella amfibiestyrkan (IAS) tre stycken Griffon 8100TD som går under namnet Svävare 2000.[1]
  - 302-304
- Kustbevakningen
  - KBV 590, baserad i Luleå
  - KBV 592, baserad i Umeå
- Royal Navy
  - C 21
  - C 22
  - C 23
  - C 24
- Polska Gränsbevakningsväsendet
  - SG-411
  - SG-412
- Peruanska flottan